# Micromeria pineolens
Micromeria pineolens, comúnmente conocida como tomillo del pinar o tomillón, es una especie de angiosperma, perteneciente a la familia de las lamiáceas. Es una especie subarbustiva endémica de la isla de Gran Canaria (Islas Canarias) y catalogada como en peligro de extinción por la Unión Internacional para la Conservación de la Naturaleza.

## Descripción
Este vegetal es un subarbusto erecto y ramificado que puede llegar a alcanzar entre 30 y 70 cm de altura, con ramas subcuadrangulares. Sus hojas son verdes, de limbo lanceolado, que alcanzan entre 1,5 y 2 cm de longitud. Sus flores son grandes, rosadas y agrupadas mediante un corto peciolo en inflorescencias de tipo epicastros simples terminales.

## Distribución y hábitat
Micromeria pineolens es una especie endémica de la meseta alta del Parque natural de Tamadaba, al noroeste de la isla de Gran Canaria formando parte de la orla arbustiva que acompaña a los pinares de Pinus canariensis junto a Cistus symphytifolius, Asphodelus microcarpus, Cistus monspeliensis, Ranunculus cortusifolius,  Dendriopoterium menendezii, Phillyrea angustifolia, Erica arborea, Sideritis dasygnaphala, Teline microphylla y Micromeria benthamii, con quien a menudo hibrida. Se conocen varias poblaciones estables situadas a entre 950 y 1400 metros sobre el nivel del mar que se desarrollan tanto en zonas despejadas de matorral como en zonas de umbría.

## Conservación
El parque natural de Tamadaba es un  Lugar de importancia comunitaria y varios de sus hábitats se encuentran inscritos en la Directiva de Hábitats. En el parque se contabilizan unos 1835 individuos de Micromeria pineolens formando varias poblaciones muy sujetas a la presión antrópica por encontrarse en áreas recreativas y zonas de acampada del parque natural por lo que la especie ha catalogada en peligro de extinción por la Unión Internacional para la Conservación de la Naturaleza. Además de las medidas de protección de su hábitat esta especie se cultiva en el Jardín Botánico Viera y Clavijo donde también se conservan semillas en su banco de germoplasma.